# Степовохутірська сільська рада
Степовохутірська́ сільська́ ра́да — адміністративно-територіальна одиниця та орган місцевого самоврядування в Носівському районі Чернігівської області. Адміністративний центр — село Степові Хутори.

## Загальні відомості
Степовохутірська сільська рада утворена у 1919 році.
- Територія ради: 47,279 км²
- Населення ради: 946 осіб (станом на 2001 рік)

## Населені пункти
Сільській раді підпорядковані населені пункти:
- с. Степові Хутори
- с. Відрадне
- с. Карабинівка
- с. Кіровка

## Склад ради
Рада складається з 14 депутатів та голови.
- Голова ради: Давиденко Сергій Григорович
- Секретар ради: Лобода Лідія Миколаївна

### Керівний склад попередніх скликань
| Прізвище, ім'я, по батькові | Основні відомості                                                                     | Дата обрання | Дата звільнення |
| --------------------------- | ------------------------------------------------------------------------------------- | ------------ | --------------- |
| Передерій Ірина Віталіївна  | Сільський голова, 1974 року народження, член Всеукраїнського об'єднання «Батьківщина» | 26.03.2006   | 31.10.2010      |
| Давиденко Сергій Григорович | Сільський голова, 1962 року народження, освіта вища, безпартійний                     | 31.10.2010   |                 |

Примітка: таблиця складена за даними сайту Верховної Ради України

### Депутати
За результатами місцевих виборів 2010 року депутатами ради стали:

#### За суб'єктами висування
| Суб'єкт висування           | Кількість обраних депутатів | %    |
| --------------------------- | --------------------------- | ---- |
| Самовисування               | 13                          | 92,9 |
| Комуністична партія України | 1                           | 7,1  |

#### За округами
| № округу                    | Прізвище, ім'я, по батькові   | Дата визнання обраним | Освіта             | Партійна приналежність                        | Відомості про обраного депутата                                       |
| --------------------------- | ----------------------------- | --------------------- | ------------------ | --------------------------------------------- | --------------------------------------------------------------------- |
| Комуністична партія України |                               |                       |                    |                                               |                                                                       |
| 12                          | Падун Антоніна Михайлівна     | 02.11.2010            | середня спеціальна | позапартійна                                  | ТОВ "Агрокірова, бухгалтер                                            |
| Самовисування               |                               |                       |                    |                                               |                                                                       |
| 1                           | Сидора Іван Михайлович        | 02.11.2010            | середня спеціальна | член Всеукраїнського об'єднання «Батьківщина» | ПП «Агропрогрес», завідуючий зерноскладом                             |
| 2                           | Кривошей Іван Іванович        | 02.11.2010            | вища               | член Всеукраїнського об'єднання «Батьківщина» | ПП «Агропрогрес», завідувач складу                                    |
| 3                           | Гаро Анатолій Іванович        | 02.11.2010            | середня спеціальна | позапартійний                                 | ПП «Агропрогрес», завідуючий гаражем                                  |
| 4                           | Передерій Ірина Віталіївна    | 02.11.2010            | вища               | член Всеукраїнського об'єднання «Батьківщина» | Степовохутірська сільська рада, сільський голова                      |
| 5                           | Ярмак Андрій Іванович         | 02.11.2010            | середня спеціальна | позапартійний                                 | ЗАТ «Нива-2008», завідуючий складом                                   |
| 6                           | Лобода Лідія Миколаївна       | 02.11.2010            | вища               | позапартійна                                  | Степовохутірська сільська рада, секретар                              |
| 7                           | Лемешко Оксана Іванівна       | 02.11.2010            | середня спеціальна | позапартійна                                  | ПП «Агропрогрес», технік штучного осіменіння                          |
| 8                           | Вовкогон Володимир Григорович | 02.11.2010            | середня спеціальна | член Всеукраїнського об'єднання «Батьківщина» | ПП «Агропрогрес», інженер з охорони праці                             |
| 9                           | Кучинська Тетяна Петрівна     | 02.11.2010            | середня спеціальна | позапартійна                                  | ПП «Агропрогрес», завідуюча їдальнею                                  |
| 10                          | Лавреха Ольга Василівна       | 02.11.2010            | середня спеціальна | позапартійна                                  | Карабинівський фельдшерсько-акушерський пункт, молодша медична сестра |
| 11                          | Мороз Лідія Анатоліївна       | 02.11.2010            | середня спеціальна | позапартійна                                  | ПП «Агропрогрес», помічник завферми                                   |
| 13                          | Гурин Валентина Петрівна      | 02.11.2010            | середня спеціальна | позапартійна                                  | Степовохутірська сільська рада, головний бухгалтер                    |
| 14                          | Вовкогон Василь Васильович    | 02.11.2010            | середня            | позапартійний                                 | ТОВ «Носівський цукровий завод», завідуючий пакувальним цехом         |